# Floorp
Floorp — бесплатный веб-браузер с открытым исходным кодом, основанный на Mozilla Firefox.

## Особенности
Пользователи могут отображать QR-код для URL текущей веб-страницы.
Firefox Sync также поддерживается и может делиться вкладками между устройствами. Он кросс-совместим с большинством других производных Firefox.
Также включена поддержка прогрессивных веб-приложений (PWA).
Floorp был основан на Chromium в прошлом, но из-за некоторых технических проблем он был основан на Firefox с версии 7.0.0.
Он основан на Firefox ESR (Extended Support Release), что означает, что в нем могут отсутствовать некоторые функции из канала релиза Firefox.

### Интерфейс и настройка
Floorp основан на Mozilla Firefox, добавляя новые функции, включая вертикальные вкладки, многофункциональные боковые панели и поддержку пользовательского CSS. Он также включает возможность отображения, скрытия, изменения положения отображения, оптимизации вертикальных вкладок, переноса панелей инструментов в строку заголовка и скрытия боковой панели до тех пор, пока на нее не наведена мышь. Кроме того, он поддерживает очень детальную настройку, такую как переключение или скрытие метки закладки, перемещение панелей инструментов в нестандартные места и размещение панели вкладок и панели URL на одной строке. Тема по умолчанию — «Proton UI Design», но ее можно изменить на другие темы, включая темы, специфичные для операционной системы.

### Приватность
Floorp включает несколько функций конфиденциальности, включая защиту отпечатков пальцев и возможность отключения таких функций, как WebGL и WebRTC. Он также отключает телеметрию от Mozilla, при этом по-прежнему включая функции Firefox против отслеживания.
Floorp также включает «режим общего доступа», который позволяет пользователям делиться своими экранами, скрывая панель закладок и боковую панель.

## Версии
Первая версия Floorp была выпущена 22 августа 2021 года и была основана на Chromium. Она была предназначена исключительно для разработчиков. Первая публичная версия, 7.0.0, выпущенная 19 сентября, теперь основана на Firefox и имеет некоторые новые функции.
Версия 8.2.3, выпущенная 2 января 2022 года, была первой, поддерживающей английский язык.
Поддержка тем с пользовательским CSS была добавлена в версии 8.7.2, выпущенной 21 апреля 2022 года.
С версии 10.0.0 Floorp начал использовать Firefox ESR в качестве базы.
Версия 11.0.0, выпущенная 29 июля 2023 года, стала еще одним крупным обновлением, добавив несколько функций, связанных с настройкой, и переработав несколько существующих функций.
Версия 12.0.0 — предстоящий крупный релиз, в котором планируется добавить и изменить множество функций.

## Cм. также
- Mozilla Firefox
- Waterfox
- LibreWolf